# Cemitério Judaico de Bruchsal

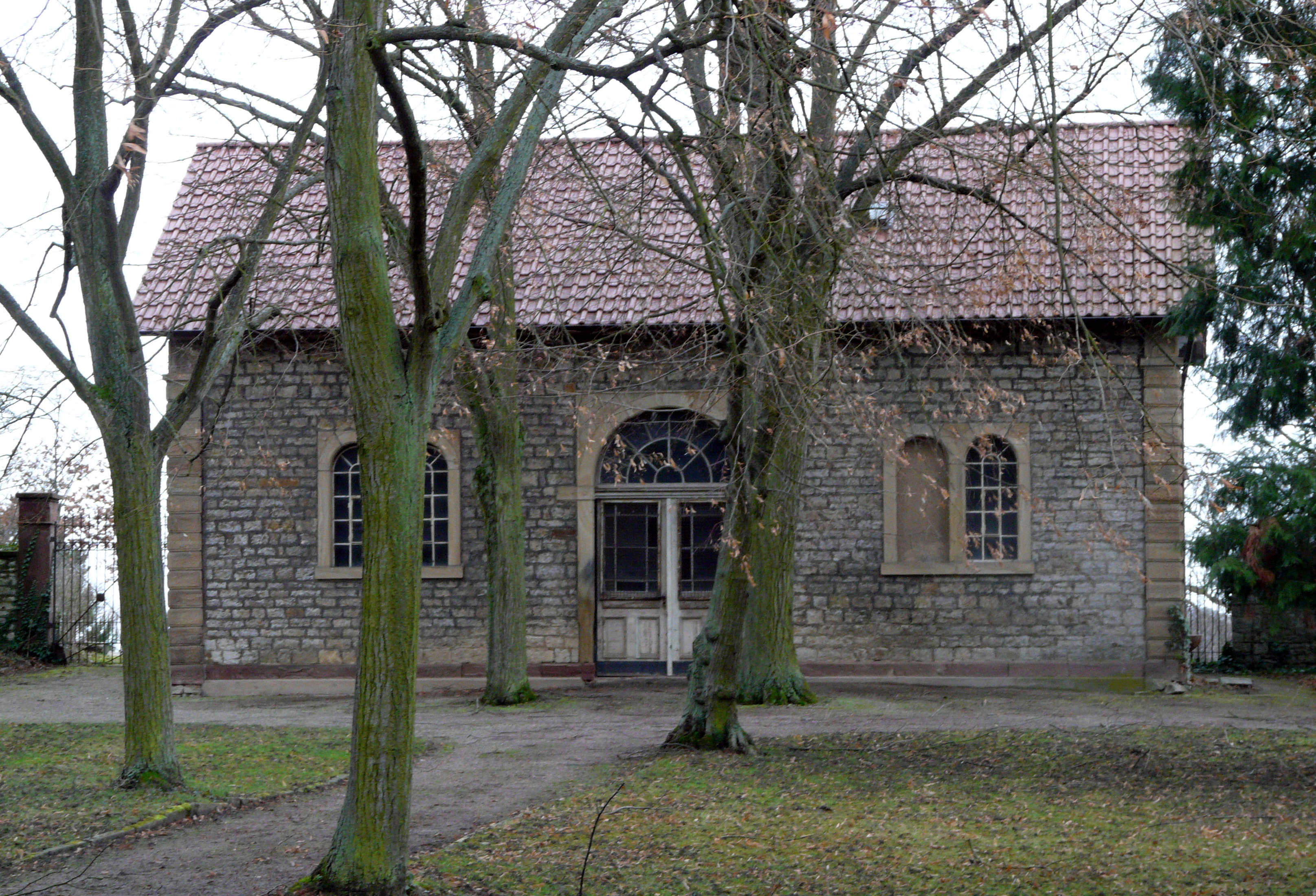
Casa para a lavagem dos cadáveres do Cemitério Judaico de Bruchsal

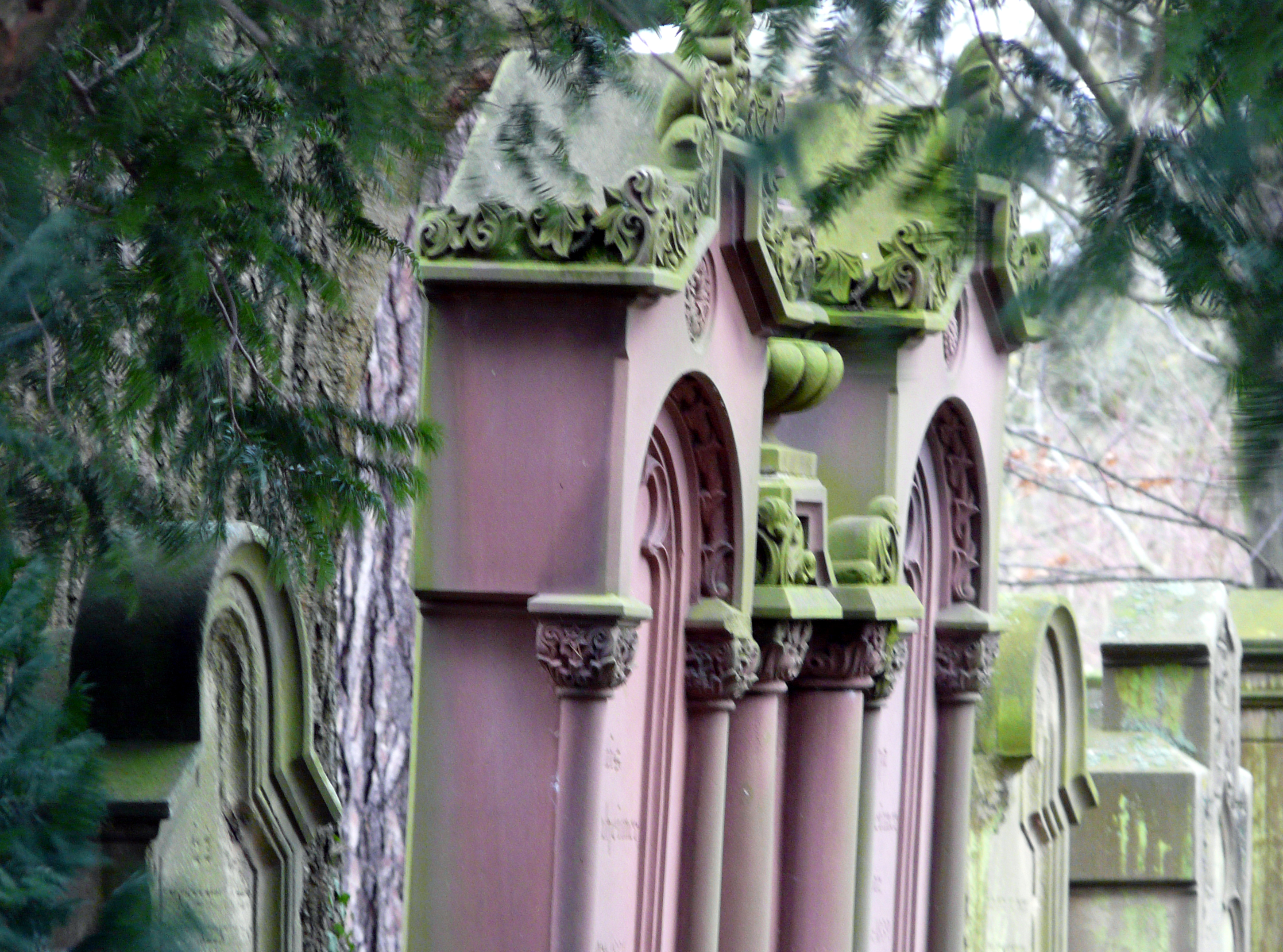
Pedras sepulcrais

O Cemitério Judaico de Bruchsal (em alemão:  Jüdische Friedhof Bruchsal) é um cemitério judaico em Bruchsal no distrito de Karlsruhe no norte de Baden-Württemberg. Foi estabelecido em 1879 como parte do Cemitério de Bruchsal.
O cemitério localiza-se no campo Rossmarkt e tem uma área de 58,36 ares. A casa dos mortos (onde os corpos são lavados) está preservada, e em seu interior há uma placa comemorativa para Leopold Nöther, o patrocinador desta construção. O cemitério contém aproximadamente 370 sepulturas e foi depois de 1945 usado diversas vezes. O cemitério permaneceu relativamente bem preservado durante o regime nazista.